# Équipe du Luxembourg de curling
L'équipe du Luxembourg de curling est la sélection qui représente le Luxembourg dans les compétitions internationales de curling.
En 2017, l'équipe nationale est classé comme nation numéro 44 chez les hommes.

## Historique
Le premier club de curling a été fondé en 1976. Il compte en 2018 une trentaine d'affiliés, dont une vingtaine de réguliers.
Le sport est pratiqué notamment à la patinoire de Kockelscheuer.

## Palmarès et résultats

### Palmarès masculin
Titres, trophées et places d'honneur
- Jeux Olympiques : aucune participation
- Championnats du monde : aucune participation
- Championnats d'Europe Hommes - Division C

### Palmarès mixte
Titres, trophées et places d'honneur
- Jeux Olympiques : aucune participation
- Championnat du Monde Doubles Mixte : aucune participation

### Palmarès curling en fauteuil
- aucune participation